# Cantonul Lagny-sur-Marne
Cantonul Lagny-sur-Marne este un canton din arondismentul Torcy, departamentul Seine-et-Marne, regiunea Île-de-France , Franța.

## Comune
- Gouvernes
- Lagny-sur-Marne (reședință)
- Pomponne
- Saint-Thibault-des-Vignes